# Slaget vid Posen
Slaget vid Posen var ett slag under det stora nordiska kriget den 9 augusti 1704, i vilket Sverige besegrade Sachsen.